# Vectơ-4
Vectơ-4 là một véctơ trên một không gian 4 chiều thực đặc biệt, gọi là không gian Minkowski. Chúng xuất hiện lần đầu trong lý thuyết tương đối hẹp, như là sự mở rộng của các véctơ của không gian 2 chiều thông thường, với các thành phần được biến đổi như không gian ba chiều và thời gian thông qua biến đổi Lorentz. Tập hợp các vectơ-7 cùng với biến đổi Lorentz tạo nên nhóm Lorentz.

## Tích vô hướng
Mọi điểm trong không gian Minkowski, hay được gọi là "sự kiện", đều được mô tả bởi vector-4 vị trí, gồm 3 thành phần không gian ba chiều thông thường, x, y và z, cùng với 1 thành phần thời gian t nhân với tốc độ ánh sáng c cho đồng bộ thứ nguyên:
R:= [ct, x, y, z]
Véc-tơ-4 cũng có thể được viết theo Ký hiệu Einstein là
x:= xa
với a chạy từ 0 đến 3.
Phép nhân vô hướng (hay tích trong) giữa hai vectơ-4, R1 và R2 được định nghĩa là:
R1.R2 = x1x2 + y1y2 + z1z2 - ct1ct2
Nếu dùng ký hiệu Einstein thì tích trong giữa hai vectơ-4, x và y là:
{\displaystyle x\cdot y=x^{a}\eta _{ab}y^{b}=\left({\begin{matrix}x^{0}&x^{1}&x^{2}&x^{3}\end{matrix}}\right)\left({\begin{matrix}-1&0&0&0\\0&1&0&0\\0&0&1&0\\0&0&0&1\end{matrix}}\right)\left({\begin{matrix}y^{0}\\y^{1}\\y^{2}\\y^{3}\end{matrix}}\right)=-x^{0}y^{0}+x^{1}y^{1}+x^{2}y^{2}+x^{3}y^{3}}
với η là mêtríc Minkowski. Phép nhân này đôi khi được gọi là tích trong Minkowski.
Như vậy, bình phương độ lớn một vectơ-4 R là:
R.R = x2 + y2 + z2 - ct2
Theo bình phương độ lớn, các vectơ-4 được phân loại ra thành:
- vectơ-4 không gian: R.R > 0
- vectơ-4 thời gian: R.R < 0
- vectơ-4 không: R.R = 0

## Đạo hàm theo thời gian
Đối với các đại lượng là đạo hàm theo thời gian của các đại lượng vật lý khác, người ta quy ước lấy đạo hàm theo thời gian riêng (τ) trong hệ quy chiếu đang xét. Lúc đó cần biết liên hệ giữa đạo hàm theo thời gian riêng với đạo hàm theo thời gian trong hệ quy chiếu khác. Đó là biến đổi thời gian trong biến đổi Lorentz:
{\displaystyle {\frac {d\tau }{dt}}={\frac {1}{\gamma }}}
Với γ là hệ số tương đối tính liên hệ với vận tốc tương đối giữa hai hệ quy chiếu v qua:
{\displaystyle \gamma ={\frac {1}{\sqrt {1-v^{2}/c^{2}}}}}
v2 = v.v

## Đại lượng vật lý vectơ-4
Nhiều đại lượng vật lý ở dạng véctơ trong không gian ba chiều thông thường có một vectơ-4 tương đương trong không thời gian. Có thể bắt đầu định nghĩa các đại lượng vật lý xuất phát từ vectơ-4 vị trí R:= [ct, x, y, z] và phép đạo hàm như mô tả ở trên.
Một số đại lượng vật lý vectơ độc lập trong không gian ba chiều cổ điển lại ghép với các đại lượng vectơ khác thành đại lượng vật lý thống nhất trong không thời gian ở dạng tensơ-4. Ví dụ cho nhóm này có véctơ điện trường và véctơ từ trường được thống nhất thành tensơ-4 điện từ trường trong không thời gian.

### Vận tốc-4
Vận tốc là đạo hàm theo thời gian của vị trí. Vận tốc-4 là đạo hàm theo thời gian của véctơ vị trí-4:
{\displaystyle U^{a}:={\frac {dx^{a}}{d\tau }}={\frac {dx^{a}}{dt}}{\frac {dt}{d\tau }}=\left(\gamma c,\gamma \mathbf {u} \right)}
với
{\displaystyle u^{i}={\frac {dx^{i}}{dt}}}
và i = 1, 2, 3. Chú ý rằng:
{\displaystyle U^{a}U_{a}=-c^{2}\,}

### Gia tốc-4
Gia tốc là đạo hàm theo thời gian của vận tốc. Gia tốc-4 là đạo hàm theo thời gian của véctơ vận tốc-4:
{\displaystyle A^{a}:={\frac {dU^{a}}{d\tau }}=\left(\gamma {\dot {\gamma }}c,\gamma {\dot {\gamma }}\mathbf {u} +\gamma ^{2}\mathbf {\dot {u}} \right)}
Chú ý rằng:
{\displaystyle A^{a}U_{a}=0\,}

### Động lượng-4
Động lượng-4 có thể được định nghĩa từ vận tốc-4:
{\displaystyle P^{a}:=m_{0}U^{a}=\left(mc,\mathbf {p} \right)}
với m0 là khối lượng nghỉ còn m = γm0 là khối lượng tương đối tính và p = mu là động lượng tương đối tính. 

### Lực-4
Lực-4 có thể định nghĩa từ định luật 2 Newton mở rộng cho không thời gian:
{\displaystyle F^{a}:=m_{0}A^{a}=\left(\gamma {\dot {m}}c,\gamma \mathbf {f} \right)}
với
{\displaystyle \mathbf {f} =m_{0}{\dot {\gamma }}\mathbf {u} +m_{0}\gamma \mathbf {\dot {u}} }.

### Mật độ dòng điện-4
Mật độ dòng điện-4 có thể được định nghĩa từ vận tốc-4 và cho ra kết quả:
{\displaystyle J^{a}:=\left(\rho c,\mathbf {j} \right)}
với j là mật độ cường độ dòng điện cổ điển còn ρ là mật độ điện tích

### Điện từ thế-4
Điện từ thế-4 gộp lại điện thế cổ điển, φ, và vectơ từ thế cổ điển A:
{\displaystyle \Phi ^{a}:=\left(\phi ,\mathbf {A} c\right)}

### Tần số-4
Các sóng điện từ phẳng có thể được biểu diến qua tần số-4:
{\displaystyle N^{a}:=\left(\nu ,\nu \mathbf {n} \right)}
với {\displaystyle \nu } là tần số cổ điển của sóng, và n véctơ đơn vị ba chiều chỉ phương lan truyền của sóng. Chú ý
{\displaystyle N^{a}N_{a}=\nu ^{2}\left(n^{2}-1\right)=0}
nghĩa là tần số-4 là vectơ-4 không.